# Auhausen (Münchsmünster)
Der Weiler Auhausen  ist ein Ortsteil der Gemeinde  Münchsmünster im Landkreis Pfaffenhofen in Oberbayern.

## Lage
Der Ort liegt zwischen den Gemeinden Münchsmünster und Pförring, in den weiten Ebenen des Donautales in einer Auenlandschaft unmittelbar rechtsseitig am Fluss Ilm. Die Donau fließt in nordwestlicher Richtung in einer Entfernung von einem Kilometer am Ort vorbei. Regensburg ist in östlicher Richtung etwa 55 Kilometer und Ingolstadt in westlicher 25 Kilometer entfernt. München liegt ungefähr 90 Kilometer südlich des Ortes.

## Geschichte
Auhausen kann auf eine fast tausendjährige Geschichte zurückblicken. Orte mit dem Namensbestandteil „hausen“ dürften im 8. Jahrhundert entstanden sein. Die erste urkundliche Erwähnung erfolgte im Jahre 1110, als „Hartwig“ und sein Bruder „Ruotker“ einen halben Acker bei Auhausen übertragen. In älteren Urkunden wird Auhausen auch als „in insula Ouhusum“ bezeichnet, wodurch die frühere exponierte Lage des Ortes innerhalb der Flussniederungen von Ilm und Donau verdeutlicht  wird. Der Ort gehörte bereits vor der Gebietsreform in Bayern zur Gemeinde Münchsmünster.

## Struktur
Auf dem aus vier Anwesen bestehenden Weiler wird Landwirtschaft betrieben.